# Hannoverscher Sportverein von 1896 1963-1964
Questa voce raccoglie le informazioni riguardanti l'Hannoverscher Sportverein von 1896 nelle competizioni ufficiali della stagione 1963-1964.

## Stagione
Nella stagione 1963-1964 l'Hannover, allenato da Fiffi Kronsbein, concluse il campionato di Regionalliga nord al 2º posto, partecipò agli spareggi promozione e fu promosso in Bundesliga 1964-1965. In Coppa di Germania l'Hannover fu eliminato agli ottavi dal Colonia.

## Rosa
| N. |                     | Ruolo | Calciatore          |
| -- | ------------------- | ----- | ------------------- |
|    | Germania (bandiera) | P     | Dieter Meyer        |
|    | Germania (bandiera) | P     | Horst Podlasly      |
|    | Germania (bandiera) | D     | Hannes Baldauf      |
|    | Germania (bandiera) | D     | Klaus Bohnsack      |
|    | Germania (bandiera) | D     | Manfred Fahrtmann   |
|    | Germania (bandiera) | D     | Peter Flegel        |
|    | Germania (bandiera) | D     | Bernd Kettler       |
|    | Germania (bandiera) | D     | Otto Laszig         |
|    | Germania (bandiera) | D     | Heinz Steinwedel    |
|    | Germania (bandiera) | D     | Helmut Thomassek    |
|    | Germania (bandiera) | C     | Hans-Georg Bruhn    |
|    | Germania (bandiera) | C     | Bodo Fuchs          |
|    | Germania (bandiera) | C     | Winfried Mittrowski |

| N. |                     | Ruolo | Calciatore       |
| -- | ------------------- | ----- | ---------------- |
|    | Germania (bandiera) | C     | Udo Nix          |
|    | Germania (bandiera) | C     | Wilfried Schott  |
|    | Germania (bandiera) | C     | Reinhard Wasner  |
|    | Germania (bandiera) | A     | Heinz Fischer    |
|    | Germania (bandiera) | A     | Werner Gräber    |
|    | Germania (bandiera) | A     | Fred Heiser      |
|    | Germania (bandiera) | A     | Eberhard Herbst  |
|    | Germania (bandiera) | A     | Fred Hoff        |
|    | Germania (bandiera) | A     | Georg Kellermann |
|    | Germania (bandiera) | A     | Walter Rodekamp  |
|    | Germania (bandiera) | A     | Friedel Schicks  |
|    | Germania (bandiera) | A     | Boris Schmidtke  |
|    | Germania (bandiera) | A     | Günter Weis      |

## Organigramma societario
Area tecnica
- Allenatore: Fiffi Kronsbein
- Allenatore in seconda:
- Preparatore dei portieri:
- Preparatori atletici:
- Analisi video:

## Calciomercato

### Sessione estiva
| Acquisti | Acquisti        | Acquisti                | Acquisti |
| R.       | Nome            | da                      | Modalità |
| -------- | --------------- | ----------------------- | -------- |
| C        | Bodo Fuchs      | Hannover 96 II          |          |
| A        | Werner Gräber   | Eintracht Duisburg 1848 |          |
| A        | Eberhard Herbst | Preußen Münster         |          |
| P        | Horst Podlasly  | Hamborn 07              |          |
| A        | Walter Rodekamp | Schalke 04              |          |
| C        | Reinhard Wasner | Hannover 96 U19         |          |

| Cessioni | Cessioni      | Cessioni      | Cessioni |
| R.       | Nome          | a             | Modalità |
| -------- | ------------- | ------------- | -------- |
| A        | Otto Hartz    | Holstein Kiel |          |
| D        | Peter Stokowy | Weiden        |          |

## Risultati

### Regionalliga

#### Girone di andata
| 11 agosto 1963 1ª giornata | Victoria Amburgo | 0 – 4 | Hannover 96 |  |

| 18 agosto 1963 2ª giornata | Hannover 96 | 1 – 1 | Barmbek-Uhlenhorst |  |

| 25 agosto 1963 3ª giornata | Concordia Amburgo | 0 – 5 | Hannover 96 |  |

| 1º settembre 1963 4ª giornata | Lubecca | 0 – 2 | Hannover 96 |  |

| 8 settembre 1963 5ª giornata | Hannover 96 | 4 – 0 | Holstein Kiel |  |

| 15 settembre 1963 6ª giornata | Altona 93 | 4 – 1 | Hannover 96 |  |

| 22 settembre 1963 7ª giornata | Hannover 96 | 5 – 1 | Osnabrück |  |

| 6 ottobre 1963 8ª giornata | Bremerhaven | 1 – 1 | Hannover 96 |  |

| 13 ottobre 1963 9ª giornata | Hannover 96 | 3 – 0 | VfL Oldenburg |  |

| 3 novembre 1963 10ª giornata | Hannover 96 | 2 – 0 | Bergedorf |  |

| 27 ottobre 1963 11ª giornata | Arminia Hannover | 2 – 1 | Hannover 96 |  |

| 10 novembre 1963 12ª giornata | Hildesheim | 0 – 5 | Hannover 96 |  |

| 17 novembre 1963 13ª giornata | Hannover 96 | 2 – 0 | Friedrichsort |  |

| 24 novembre 1963 14ª giornata | St. Pauli | 4 – 3 | Hannover 96 |  |

| 1º dicembre 1963 15ª giornata | Hannover 96 | 0 – 2 | Neumünster |  |

| 8 dicembre 1963 16ª giornata | Oldenburg | 0 – 2 | Hannover 96 |  |

| 15 dicembre 1963 17ª giornata | Hannover 96 | 3 – 0 | Wolfsburg |  |

#### Girone di ritorno
| 5 gennaio 1964 18ª giornata | Neumünster | 1 – 4 | Hannover 96 |  |

| 12 gennaio 1964 19ª giornata | Hannover 96 | 0 – 0 | St. Pauli |  |

| 19 gennaio 1964 20ª giornata | Hannover 96 | 1 – 0 | Oldenburg |  |

| 26 aprile 1964 21ª giornata | Wolfsburg | 1 – 2 | Hannover 96 |  |

| 2 febbraio 1964 22ª giornata | Hannover 96 | 0 – 0 | Concordia Amburgo |  |

| 30 marzo 1964 23ª giornata | Hannover 96 | 7 – 0 | Lubecca |  |

| 16 febbraio 1964 24ª giornata | Holstein Kiel | 2 – 0 | Hannover 96 |  |

| 23 febbraio 1964 25ª giornata | Hannover 96 | 4 – 1 | Altona 93 |  |

| 2 marzo 1964 26ª giornata | Osnabrück | 2 – 1 | Hannover 96 |  |

| 8 marzo 1964 27ª giornata | Hannover 96 | 2 – 1 | Bremerhaven |  |

| 15 marzo 1964 28ª giornata | VfL Oldenburg | 0 – 2 | Hannover 96 |  |

| 22 marzo 1964 29ª giornata | Bergedorf | 1 – 0 | Hannover 96 |  |

| 5 aprile 1964 30ª giornata | Hannover 96 | 3 – 0 | Arminia Hannover |  |

| 12 aprile 1964 31ª giornata | Hannover 96 | 2 – 0 | Hildesheim |  |

| 19 aprile 1964 32ª giornata | Friedrichsort | 1 – 1 | Hannover 96 |  |

| 3 maggio 1964 33ª giornata | Hannover 96 | 2 – 0 | Victoria Amburgo |  |

| 10 maggio 1964 34ª giornata | Barmbek-Uhlenhorst | 2 – 3 | Hannover 96 |  |

### Spareggi promozione
| Arbitro: | Fritz |

|            |           |                 |
| Michel 25’ | Marcatori | 77’, 78’ Gräber |

| Arbitro: | Handwerker |

|                   |           |  |
| Rodekamp 50’, 88’ | Marcatori |  |

| Arbitro: | Jacobi |

|                        |           |            |
| Rodekamp 7’ Gräber 62’ | Marcatori | 19’ Breuer |

| Arbitro: | Deuschel |

|                                |           |                           |
| Gronen 23’ Hahn 80’ Breuer 86’ | Marcatori | 18’ Laszig 71’ Kellermann |

| Arbitro: | Kreitlein |

|  |           |                                             |
|  | Marcatori | 43’, 44’ Rodekamp 50’ Gräber 84’ Kellermann |

| Arbitro: | Baumgärtel |

|                              |           |               |
| Heiser 10’ Rodekamp 40’, 82’ | Marcatori | 86’ Jendrosch |

### Coppa di Germania
| Arbitro: | Siebert |

|          |           |                |
| Busch 5’ | Marcatori | 51’ Mittrowski |

| Arbitro: | Fork |

|                                             |           |  |
| Rodekamp 18’, 70’ Mittrowski 19’ Heiser 87’ | Marcatori |  |

| Arbitro: | Rodenhausen |

|                             |           |  |
| Hornig 98’ Weber 105’, 117’ | Marcatori |  |

## Statistiche

### Statistiche di squadra
| Competizione        | Punti | In casa | In casa | In casa | In casa | In casa | In casa | In trasferta | In trasferta | In trasferta | In trasferta | In trasferta | In trasferta | Totale | Totale | Totale | Totale | Totale | Totale | DR  |
| Competizione        | Punti | G       | V       | N       | P       | Gf      | Gs      | G            | V            | N            | P            | Gf           | Gs           | G      | V      | N      | P      | Gf     | Gs     | DR  |
| ------------------- | ----- | ------- | ------- | ------- | ------- | ------- | ------- | ------------ | ------------ | ------------ | ------------ | ------------ | ------------ | ------ | ------ | ------ | ------ | ------ | ------ | --- |
| Regionalliga nord   | 49    | 17      | 13      | 3       | 1       | 41      | 6       | 17           | 9            | 2            | 6            | 37           | 21           | 34     | 22     | 5      | 7      | 78     | 27     | +51 |
| Spareggi promozione | -     | 3       | 3       | 0       | 0       | 7       | 2       | 3            | 2            | 0            | 1            | 8            | 4            | 6      | 5      | 0      | 1      | 15     | 6      | +9  |
| Coppa di Germania   | -     | 1       | 1       | 0       | 0       | 4       | 0       | 2            | 0            | 1            | 1            | 1            | 4            | 3      | 1      | 1      | 1      | 5      | 4      | +1  |
| Totale              | 49    | 21      | 17      | 3       | 1       | 52      | 8       | 22           | 11           | 3            | 8            | 46           | 29           | 43     | 28     | 6      | 9      | 98     | 37     | +61 |

### Andamento in campionato
| Giornata  | 1 | 2 | 3 | 4 | 5 | 6 | 7 | 8 | 9 | 10 | 11 | 12 | 13 | 14 | 15 | 16 | 17 | 18 | 19 | 20 | 21 | 22 | 23 | 24 | 25 | 26 | 27 | 28 | 29 | 30 | 31 | 32 | 33 | 34 |
| --------- | - | - | - | - | - | - | - | - | - | -- | -- | -- | -- | -- | -- | -- | -- | -- | -- | -- | -- | -- | -- | -- | -- | -- | -- | -- | -- | -- | -- | -- | -- | -- |
| Luogo     | T | C | T | T | C | T | C | T | C | C  | T  | T  | C  | T  | C  | T  | C  | T  | C  | C  | T  | C  | C  | T  | C  | T  | C  | T  | T  | C  | C  | T  | C  | T  |
| Risultato | V | N | V | V | V | P | V | N | V | V  | P  | V  | V  | P  | P  | V  | V  | V  | N  | V  | V  | N  | V  | P  | V  | P  | V  | V  | P  | V  | V  | N  | V  | V  |
| Posizione | 1 | 2 | 2 | 1 | 1 | 1 | 1 | 1 | 1 | 1  | 2  | 2  | 3  | 3  | 3  | 3  | 3  | 3  | 3  | 3  | 3  | 3  | 3  | 3  | 2  | 3  | 2  | 2  | 2  | 2  | 2  | 2  | 2  | 2  |

Legenda:

Luogo: C = Casa; T = Trasferta. Risultato: V = Vittoria; N = Pareggio; P = Sconfitta.

### Statistiche dei giocatori
| Giocatore     | Spareggi promozione | Spareggi promozione | Spareggi promozione | Spareggi promozione | Coppa di Germania | Coppa di Germania | Coppa di Germania | Coppa di Germania | Totale   | Totale | Totale      | Totale     |
| Giocatore     | Presenze            | Reti                | Ammonizioni         | Espulsioni          | Presenze          | Reti              | Ammonizioni       | Espulsioni        | Presenze | Reti   | Ammonizioni | Espulsioni |
| ------------- | ------------------- | ------------------- | ------------------- | ------------------- | ----------------- | ----------------- | ----------------- | ----------------- | -------- | ------ | ----------- | ---------- |
| H. Baldauf    | 0                   | 0                   | 0                   | 0                   | 1                 | 0                 | 0                 | 0                 | 1        | 0      | 0           | 0          |
| K. Bohnsack   | 6                   | 0                   | 0                   | 0                   | 1                 | 0                 | 0                 | 0                 | 7        | 0      | 0           | 0          |
| H. Bruhn      | 0                   | 0                   | 0                   | 0                   | 0                 | 0                 | 0                 | 0                 | 0        | 0      | 0           | 0          |
| M. Fahrtmann  | 1                   | 0                   | 0                   | 0                   | 1                 | 0                 | 0                 | 0                 | 2        | 0      | 0           | 0          |
| H. Fischer    | 0                   | 0                   | 0                   | 0                   | 1                 | 0                 | 0                 | 0                 | 1        | 0      | 0           | 0          |
| P. Flegel     | 0                   | 0                   | 0                   | 0                   | 1                 | 0                 | 0                 | 0                 | 1        | 0      | 0           | 0          |
| B. Fuchs      | 6                   | 0                   | 0                   | 0                   | 1                 | 0                 | 0                 | 0                 | 7        | 0      | 0           | 0          |
| W. Gräber     | 6                   | 4                   | 0                   | 0                   | 2                 | 0                 | 0                 | 0                 | 8        | 4      | 0           | 0          |
| F. Heiser     | 6                   | 1                   | 0                   | 0                   | 2                 | 1                 | 0                 | 0                 | 8        | 2      | 0           | 0          |
| E. Herbst     | 0                   | 0                   | 0                   | 0                   | 2                 | 0                 | 0                 | 0                 | 2        | 0      | 0           | 0          |
| F. Hoff       | 0                   | 0                   | 0                   | 0                   | 1                 | 0                 | 0                 | 0                 | 1        | 0      | 0           | 0          |
| G. Kellermann | 6                   | 2                   | 0                   | 0                   | 2                 | 0                 | 0                 | 0                 | 8        | 2      | 0           | 0          |
| B. Kettler    | 0                   | 0                   | 0                   | 0                   | 2                 | 0                 | 0                 | 0                 | 2        | 0      | 0           | 0          |
| O. Laszig     | 6                   | 1                   | 0                   | 0                   | 2                 | 0                 | 0                 | 0                 | 8        | 1      | 0           | 0          |
| D. Meyer      | 0                   | 0                   | 0                   | 0                   | 1                 | 0                 | 0                 | 0                 | 1        | 0      | 0           | 0          |
| W. Mittrowski | 6                   | 0                   | 0                   | 0                   | 3                 | 2                 | 0                 | 0                 | 9        | 2      | 0           | 0          |
| U. Nix        | 6                   | 0                   | 0                   | 0                   | 2                 | 0                 | 0                 | 0                 | 8        | 0      | 0           | 0          |
| H. Podlasly   | 6                   | 0                   | 0                   | 0                   | 2                 | 0                 | 0                 | 0                 | 8        | 0      | 0           | 0          |
| W. Rodekamp   | 6                   | 7                   | 0                   | 0                   | 2                 | 2                 | 0                 | 0                 | 8        | 9      | 0           | 0          |
| F. Schicks    | 0                   | 0                   | 0                   | 0                   | 1                 | 0                 | 0                 | 0                 | 1        | 0      | 0           | 0          |
| B. Schmidtke  | 0                   | 0                   | 0                   | 0                   | 1                 | 0                 | 0                 | 0                 | 1        | 0      | 0           | 0          |
| W. Schott     | 0                   | 0                   | 0                   | 0                   | 0                 | 0                 | 0                 | 0                 | 0        | 0      | 0           | 0          |
| H. Steinwedel | 5                   | 0                   | 0                   | 0                   | 2                 | 0                 | 0                 | 0                 | 7        | 0      | 0           | 0          |
| H. Thomassek  | 0                   | 0                   | 0                   | 0                   | 0                 | 0                 | 0                 | 0                 | 0        | 0      | 0           | 0          |
| R. Wasner     | 0                   | 0                   | 0                   | 0                   | 0                 | 0                 | 0                 | 0                 | 0        | 0      | 0           | 0          |
| G. Weis       | 0                   | 0                   | 0                   | 0                   | 0                 | 0                 | 0                 | 0                 | 0        | 0      | 0           | 0          |